# 瀬尾久美
瀬尾 久美（せお くみ、1983年9月1日  - ）は、日本のタレント、女優 モデル。砂岡事務所に所属していた。東京都江戸川区出身。身長155cm、スリーサイズはB82,W56,H80。血液型O型。
主な出演作品は舞台。「週刊ヤングマガジン」デビュー（制服グランプリ）CMなどにも出演している。
趣味は散歩、料理、茶道、映画鑑賞。